# Ordinul Steagul Roșu al Muncii
| Ordinul Steagul Roșu al Muncii |
| ------------------------------ |
| Medalia                        |
| Bareta                         |

Ordinul Steagul Roșu al Muncii, alternativ Ordinul Drapelul Roșu al Muncii, (în rusă Орден Трудового Красного Знамени) a fost o decorație din Uniunea Sovietică acordată din 1921 până în 1991 și înființată pentru a onora realizări importante și servicii aduse statului sovietic și societății în domeniile producției, științei, culturii, artei, literaturii, educației, sănătății și altor ramuri ale activităților muncii. Este echivalentul muncitoresc al decorației militare Ordinul Steagul Roșu. Unele instituții și fabrici care erau mândria Uniunii Sovietice au primit această decorație. Ordinul Steagull Roșu al Muncii a început inițial ca un premiu pentru Republica Sovietică Federativă Socialistă Rusă pe 28 decembrie 1920. Echivalentul pentru toată Uniunea a fost înființat prin Decretul Prezidiului Sovietului Suprem pe 7 septembrie 1928 și aprobat printr-un alt decret pe 15 septembrie 1928. Statutul și regulamentul Ordinului au fost modificate prin alte decrete ale Prezidiului pe 7 mai 1936, pe 19 iunie 1943, pe 28 martie 1980 și pe 18 iulie 1980.

## Statutul decorației
Ordinul Steagul Roșu al Muncii poate fi acordat cetățenilor Uniunii Sovietice, afacerilor, asociațiilor, instituțiilor și organizațiilor. Poate fi acordat și persoanelor care nu sunt cetățeni ai Uniunii Sovietice precum și întreprinderilor, instituțiilor și organizațiilor aflate în țări străine:
- pentru realizări deosebite în dezvoltarea industriei, agriculturii, construcției, transportului și altor sectoare ale economiei pentru a îmbunătăți eficiența producției sociale;
- pentru cea mai mare rată a creșterii a productivității muncii, calitatea crescută a produselor, dezvoltarea și introducerea unor procese manufacturiere avansate;
- pentru rezultate mari și constante în implementarea și depășirea sarcinilor planificate și a obligațiilor socialiste întreprinse;
- pentru avansări majore în creșterea productivității culturilor agricole, creșterea producției agricole și vânzarea produselor agricole de stat;
- pentru contribuții în dezvoltarea științei și tehnologiei, introducerea celor mai noi îmbunătățiri în economia națională, pentru invenții și inovații care au atât o importanță științifică cât și o importanță economică;
- pentru contribuții în dezvoltarea apărării naționale;
- pentru activități foarte productive în cultura, literatura și artele sovietice;
- pentru contribuții în educație și în educația politică comunistă a tinerei generații;
- pentru realizări speciale în dezvoltarea culturii fizice și sportului;
- pentru realizări importante în sfera activităților de stat și publice, în întărirea legalității socialiste și domniei legii;
- pentru realizări deosebite în cooperarea economică, științifică, tehnică și culturală dintre URSS și alte state.[1]

Ordinul Steagul Roșu al Muncii poate fi acordat de mai multe ori aceluiași laureat pentru realizări succesive și merite pe termen lung.
Ordinul Steagul Roșu al Muncii era purtat pe partea stângă a pieptului în prezenta altor decorații ale URSS și era localizată chiar lângă Ordinul Steagul Roșu. Dacă sunt purtate în prezența Ordinelor sau medaliilor Federației Ruse, cele din urmă au prioritate.

## Decorați cu Ordinul Steagul Roșu al Muncii (listă parțială)
- Dmitri Șostakovici - compozitor
- Rasul Gamzatov - poet
- Konstantin Cernenko - politician
- Iuri Vladimirovici Andropov - politician
- Alexandru Naum Frumkin - electrochimist
- Konstantin Feoktistov - cosmonaut
- Aram Haciaturian - compozitor
- Vitali Ghinzburg - fizician și astrofizician, laureat al Premiului Nobel
- Iakov Borisovici Zeldovici - fizician
- Alexandra Kollontai - prima femeie membru a unui guvern din Europa
- Nikolai Semionov - fizician și chimist, laureat al Premiului Nobel
- Timofei Moșneaga - medic
- Evgheni Evtușenko - poet
- Serghei Prokofiev - compozitor
- Pavel Sergheievici Aleksandrov - matematician
- Aleksandr Sergheevici Iakovlev - inginer aeronautic
- Anatoli Karpov - campion mondial la șah
- Stâricovici Valerian Lvovici - medic pediatru
- Vasile Vîșcu - economist, om de stat